# Brukssjön (Döderhults socken, Småland)
Brukssjön är en sjö i Oskarshamns kommun i Småland och ingår i Virån-Emåns kustområde. Sjön är 3,2 meter djup, har en yta på 0,105 kvadratkilometer och är belägen 39 meter över havet. Sjön avvattnas av vattendraget Applerumeån (Smältekvarnbäcken).

## Delavrinningsområde
Brukssjön ingår i det delavrinningsområde (634469-153559) som SMHI kallar för Mynnar i havet. Medelhöjden är 30 meter över havet och ytan är 36,02 kvadratkilometer. Det finns ett avrinningsområde uppströms, och räknas det in blir den ackumulerade arean 107 kvadratkilometer. Avrinningsområdets utflöde Applerumeån (Smältekvarnbäcken) mynnar i havet. Avrinningsområdet består mestadels av skog (79 procent). Avrinningsområdet har 0,4 kvadratkilometer vattenytor vilket ger det en sjöprocent på 1,1 procent.